# Ljubomyr Husar

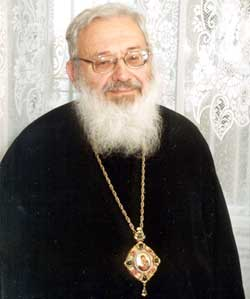
Ljubomyr Kardinal Husar (2013)

Wappen von Ljubomyr Kardinal Husar

Ljubomyr Kardinal Husar MSU (ukrainisch Любомир Гузар, wiss. Transliteration Ljubomyr Huzar, polnisch Lubomyr Husar; * 26. Februar 1933 in Lemberg, damals zu Polen; † 31. Mai 2017 in Kiew, Ukraine) war ein Ordensgeistlicher der ukrainischen griechisch-katholischen Kirche und von 2001 bis 2011 deren Metropolit sowie Großerzbischof von Lemberg bzw. ab 2005 von Kiew und Halytsch.

## Leben
Husar wurde in Lwiw (Lemberg) geboren, das damals zu Polen gehörte. Seine Eltern verließen 1944 ihre Heimat und wanderten mit ihm in die USA ein. Er studierte an der Katholischen Universität von Amerika in Washington, D.C. (Abschluss mit theologischem Lizenziat) und an der jesuitischen Fordham-Universität in New York City. In der Saint Vladimir Cathedral in Stamford (Connecticut) empfing er am 30. März 1958 von Bischof Ambrozij Andrew Senyshyn die Priesterweihe für die Eparchie Stamford der ukrainischen griechisch-katholischen Kirche. Im Anschluss war er bis 1969 am Theologischen Seminar St. Basil der Eparchie Stamford als Dozent und Präfekt tätig; von 1966 bis 1969 hatte er außerdem ein Pfarramt in Kerhonkson (New York) inne.
1969 ging Husar nach Rom, um dort drei Jahre lang seine Studien fortzusetzen; 1972 wurde er an der Päpstlichen Universität Urbaniana im Fach Katholische Theologie promoviert. Anschließend lehrte er bis 1984 als Professor für Ekklesiologie an der Urbaniana. 1972 legte er das Ordensgelübde der Ukrainischen Studitenmönche ab und trat in deren Kloster Studion in Grottaferrata bei Rom ein, dessen Vorsteher er 1974 wurde. Vier Jahre später wurde Husar zum Archimandriten seines Ordens für Europa (außerhalb der Ukraine) und Amerika ernannt.
Am 2. April 1977 weihte ihn der damals im Römischen Exil lebende Großerzbischof von Lemberg, Jossyf Kardinal Slipyj, in der Kapelle des Studitenklosters in Castel Gandolfo bei Rom zum Bischof – eine Weihe ohne die Zustimmung des damaligen Papstes Paul VI. Als Ursache der Unstimmigkeiten gelten Meinungsverschiedenheiten über die damalige Politik des Vatikans gegenüber der Sowjetunion, wo die ukrainischen Katholiken verfolgt wurden. Mitkonsekratoren bei der Bischofsweihe waren der ukrainisch-katholische Bischof von Melbourne, Ivan Prasko, sowie der ukrainisch-katholische Bischof von Toronto, Isidore Borecky. Slipyjs ebenfalls in Rom exilierter Nachfolger als Großerzbischof von Lemberg, Myroslaw Ljubatschiwskyj, ernannte Husar später zum Protosingel und Generalvikar.
Nach dem Zerfall der Sowjetunion ging Husar 1993 zurück in die Ukraine; unter anderem war er maßgeblich an der Gründung des Ternopiler Studitenklosters beteiligt. Die offizielle päpstliche Bestätigung fand Husars Bischofsamt 1996 durch Papst Johannes Paul II., der ihn am 22. Februar 1996 zum Titularbischof von Nisa in Lycia ernannte und ihn zum Weihbischof in Lemberg bestellte. Bereits 1994 hatte die Bischofssynode der ukrainisch-katholischen Kirche ihn in dieses Amt gewählt. Als Koadjutor hatte er außerdem besondere Befugnisse in der pastoralen Leitung der Erzeparchie.
Nach dem Tod seines Vorgängers Myroslaw Ljubatschiwskyj wurde Husar zum Apostolischen Administrator der Erzeparchie Lemberg bestellt und am 26. Januar 2001 zum Großerzbischof von Lemberg ernannt. Am 21. Februar 2001 erhob ihn Johannes Paul II. in den Kardinalsstand. Als Kardinalpriester erhielt er die Titelkirche Santa Sofia a Via Boccea.
Im Jahr 2001 gab Husar seine US-amerikanische Staatsbürgerschaft auf. Vom 23. bis 27. Juni 2001 empfing er Papst Johannes Paul II. bei dessen einziger Ukrainereise. Er nahm am Konklave 2005 teil, in dem Benedikt XVI. gewählt wurde.
Seit der Verlegung des Metropolitansitzes nach Kiew am 21. August 2005 trug Husar den Titel „Großerzbischof von Kiew und Halytsch“. Papst Benedikt XVI. nahm am 10. Februar 2011 sein aus Altersgründen vorgebrachtes Rücktrittsgesuch an. Am Konklave 2013, das Papst Franziskus wählte, nahm er wegen Überschreitung der Altersgrenze von 80 Jahren nicht mehr teil.
Seine letzten Lebensjahre lebte er im Dorf Knjaschytschi bei Kiew. Er starb nach schwerer Krankheit Ende Mai 2017 84-jährig in einem Krankenhaus im Kiewer Stadtteil Rajon Holossijiw und wurde am 5. Juni 2017 in der Krypta der Auferstehungskathedrale in Kiew bestattet. Am 26. Februar 2024 gab Großerzbischof Swjatoslaw Schewtschuk die Eröffnung des Seligsprechungsprozesses für Ljubomyr Husar bekannt.

## Mitgliedschaften in der römischen Kurie
Ljubomyr Kardinal Husar war Mitglied der folgenden Kongregationen und Räte der römischen Kurie:
- Kongregation für die orientalischen Kirchen (seit 2001)[11]
- Päpstlicher Rat für die Laien (seit 2001)[12]
- Päpstlicher Rat zur Förderung der Einheit der Christen
- Päpstlicher Rat für die Gesetzestexte (seit 2001)[13]
- Päpstlicher Rat für die Kultur (seit 2004)[14]